# Amtsgericht Grätz

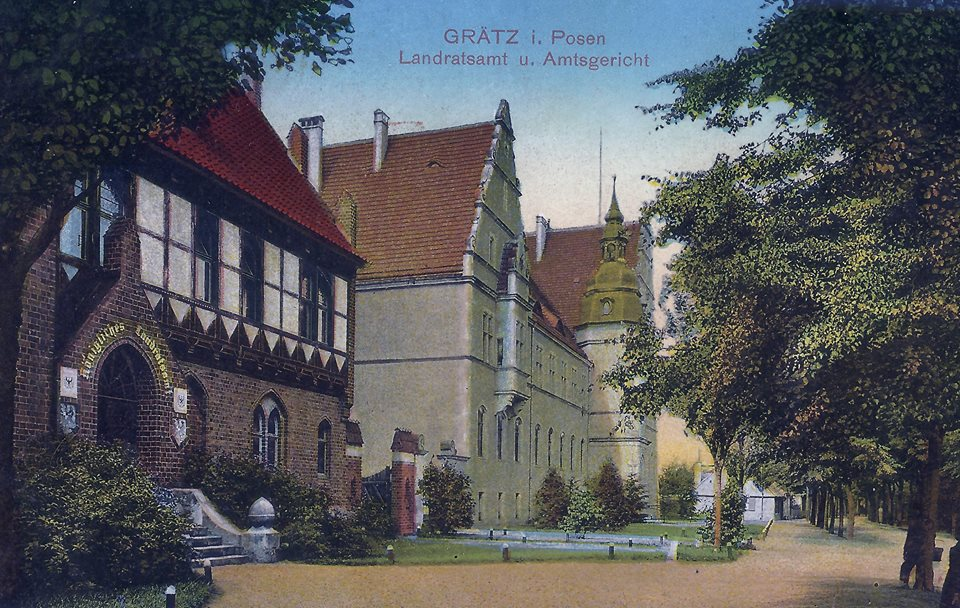
Landratsamt und Amtsgericht Grätz (1950)

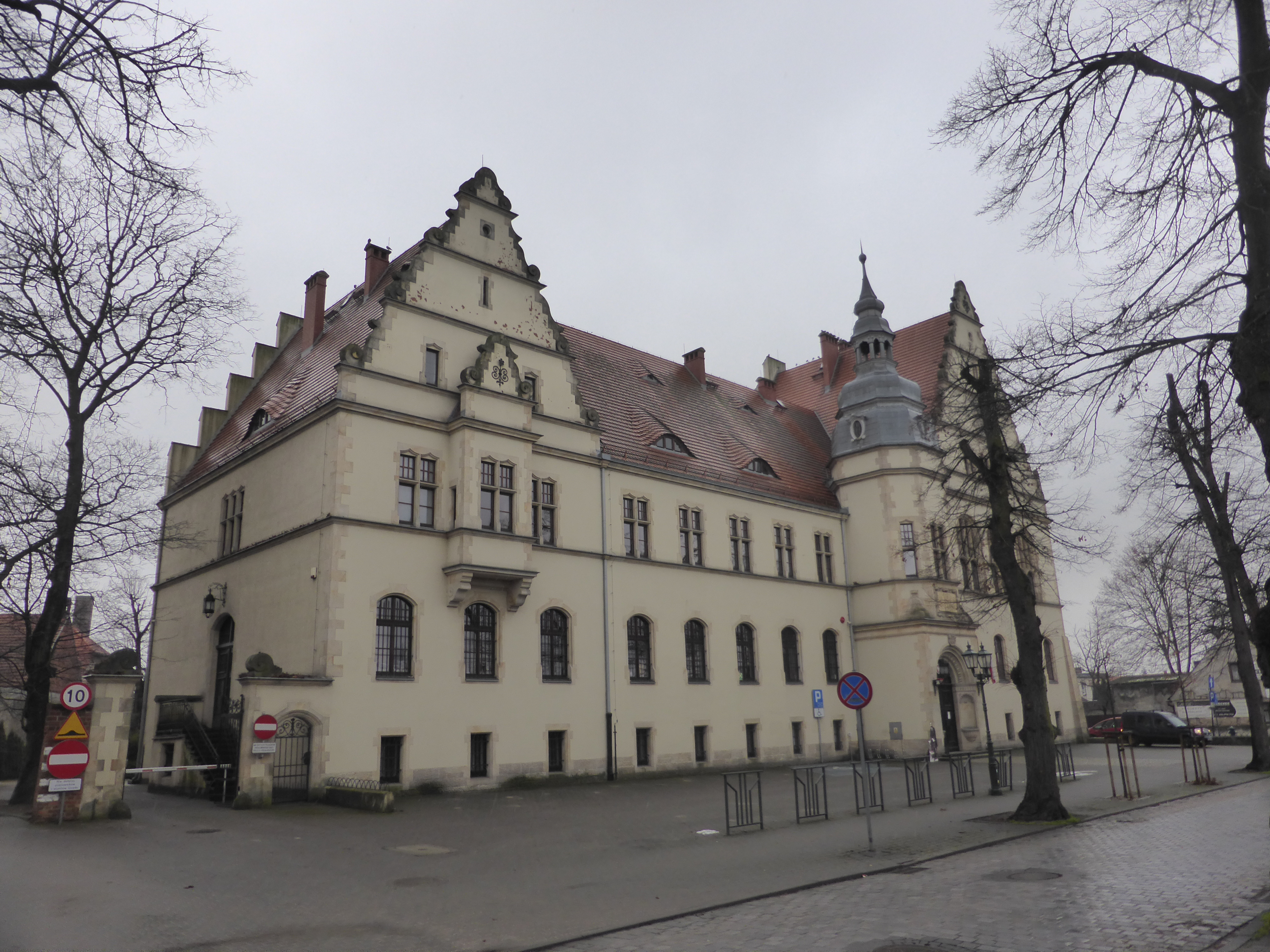
Heutiges Bild des Amtsgerichtsgebäudes (2012)

Das Amtsgericht Grätz war ein preußisches Amtsgericht mit Sitz in Grätz (Provinz Posen).

## Geschichte
Das königlich preußische Amtsgericht Grätz wurde mit Wirkung zum 1. Oktober 1879 als eines von acht Amtsgerichten im Bezirk des Landgerichtes Meseritz im Bezirk des Oberlandesgerichtes Posen gebildet. Der Sitz des Gerichtes war Grätz. Sein Gerichtsbezirk umfasste den Kreis Buk außer der Teil, der den Amtsgerichten Neutomischel und Pinne (Landgerichtsbezirk Posen) zugeordnet ist. Am Gericht bestanden 1880 vier Richterstellen. Das Amtsgericht war damit ein großes Amtsgericht im Landgerichtsbezirk. Am Amtsgericht wurde eine Strafkammer gebildet. Gerichtstage wurden in Buk gehalten. Der Amtsgerichtsbezirk kam aufgrund des Versailler Vertrages 1919 zu Polen, und das Amtsgericht stellte seine Arbeit ein. Im Jahre 1939 wurde Polen deutsch besetzt. Im Rahmen der Neuorganisation der Gerichte in Ostdeutschland und im ehemaligen Polen wurden das Amtsgericht Grätz neu gebildet, nun aber dem Landgericht Posen zugeordnet.
Im Jahre 1945 wurde der Amtsgerichtsbezirk unter polnische Verwaltung gestellt, und die deutschen Einwohner wurden vertrieben. Damit endete auch die Geschichte des Amtsgerichtes Grätz.